# Fritz Landauer (Architekt)
Fritz Landauer (* 13. Juni 1883 in Augsburg; † 17. November 1968 in London) war ein deutscher Architekt, der 1937 vor der nationalsozialistischen Rassenpolitik nach London emigrierte.

## Leben

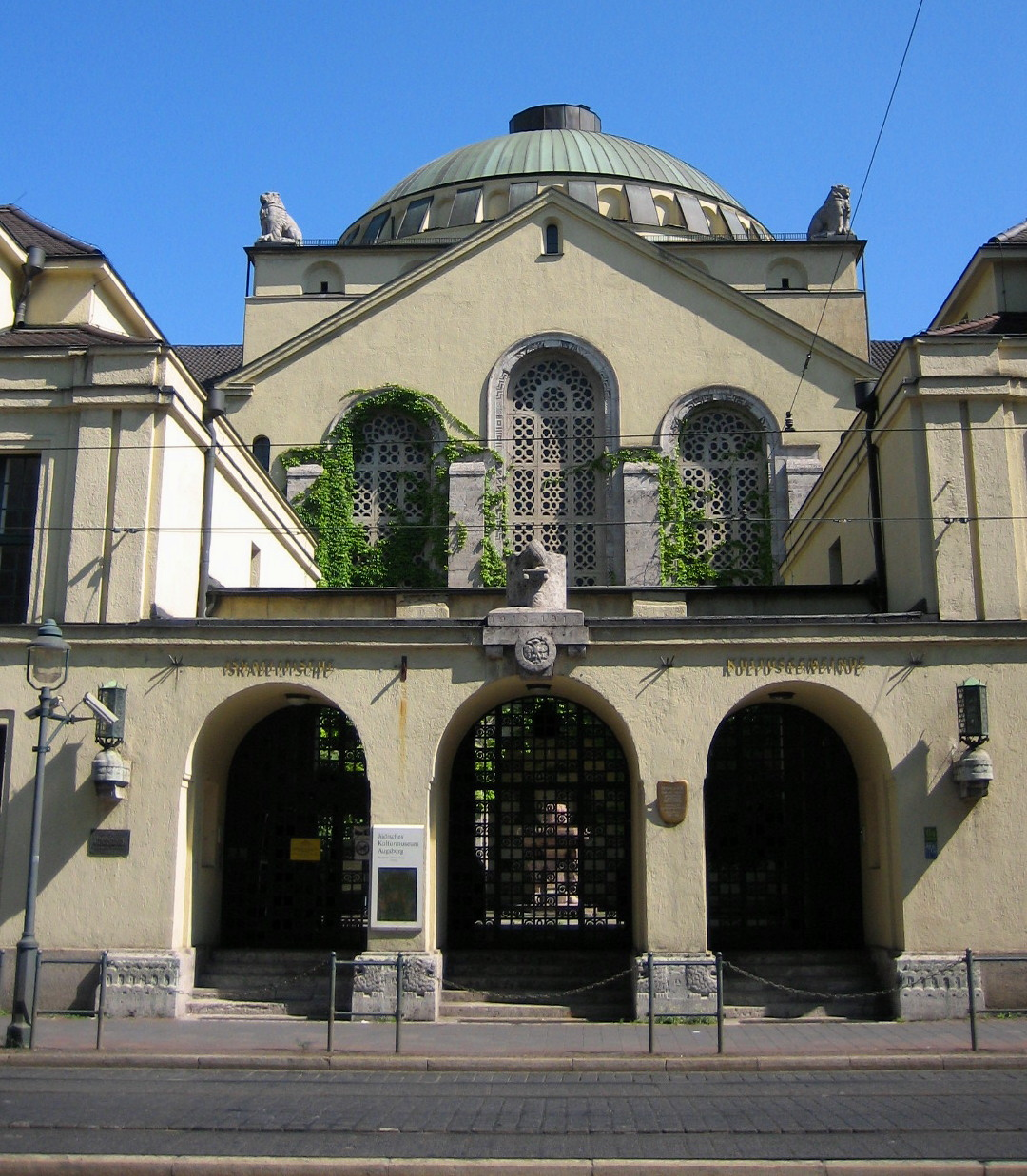
Synagoge in Augsburg

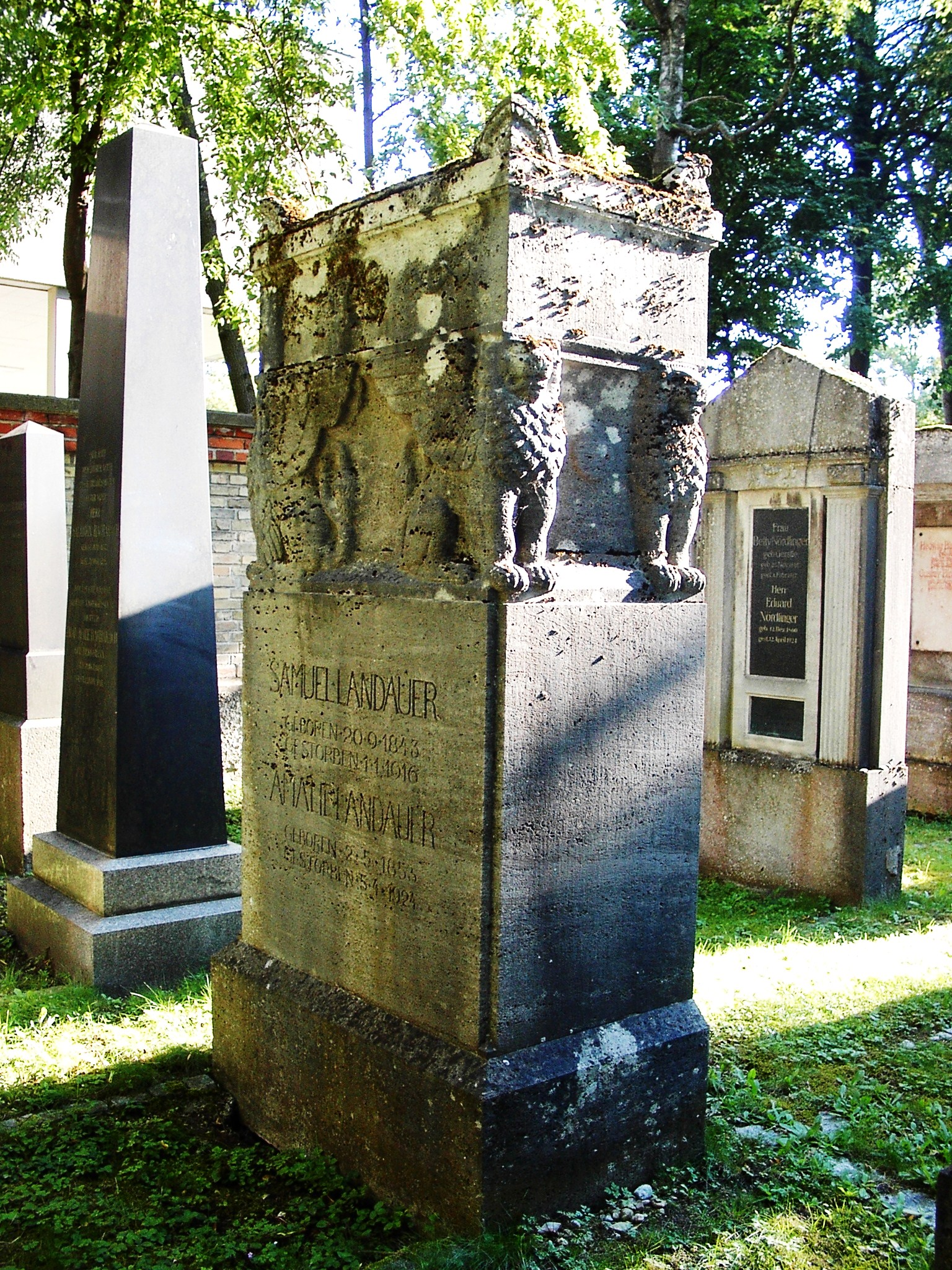
Grabmal für seinen Onkel, den Industriellen Samuel Landauer (1843–1916)

Fritz Landauer war der Sohn von Joseph (1853–1929) und Anna Landauer (1861–1913). Sein Vater war ein Sohn von Moses Samuel Landauer (1808–1894). Dieser stammte aus Hürben und war Weber. Moses Landauer gründete in Oberhausen die Textilfabrik M. S. Landauer, die 1938 von den Nationalsozialisten enteignet wurde.
In den Jahren 1902 bis 1907 studierte Fritz Landauer an der Technischen Hochschule Karlsruhe und anschließend an der Technischen Hochschule München Architektur. 1906/1907 war er als Mitarbeiter von Friedrich von Thiersch beim Bau des Kurhauses Wiesbaden und der Festhalle in Frankfurt am Main beschäftigt. Von 1909 bis 1934 arbeitete Fritz Landauer als freiberuflicher Architekt in München.
Neben den Synagogen in Augsburg, Plauen und London entwarf er Wohnhäuser und Zweckbauten, aber auch Möbel und Grabmäler. Verfolgung und Vertreibung ließen ihn wie viele deutsch-jüdische Architekten in Vergessenheit geraten.
Auf dem jüdischen Friedhof Augsburg hat Fritz Landauer insbesondere für verstorbene Mitglieder seiner Familie eine Anzahl bemerkenswerter Grabmale entworfen.
Noch bevor Landauer mit seiner Familie endgültig nach London emigrierte, war er dort zwischen 1935 und 1937 für den Bau von zwei Synagogen verantwortlich.

## Familie
Fritz Landauer war mit der aus Augsburg stammenden Else Hirschmann (geb. 1888) verheiratet. Ihr in München geborener Sohn Walter Landor (1913–1995) – der die Schreibweise seines Namens änderte – schuf weltbekannte Firmenlogos, darunter das von Coca-Cola.

## Bauten und Entwürfe
- 1907: Wettbewerbsentwurf für eine Turn- und Festhalle in Friedberg (Hessen)[2]
- um 1911: Wohnhaus für Otto Landauer in Augsburg, Frölichstraße 5 (Baudenkmal)
- 1914–1917: Synagoge Augsburg (Baudenkmal)
- 1922: Kriegerdenkmal der Israelitischen Gemeinde Nürnberg auf dem Neuen Jüdischen Friedhof in Nürnberg (eingeweiht am 12. November 1922)
- 1928–1930: Synagoge Plauen (zerstört)
- 1930: Villa Strauß in Augsburg, Nibelungenstraße 17 (Baudenkmal)
- 1930–1931: Haus Hirschmann in Fürth, Würzburger Straße 51 (Baudenkmal)[3]
- 1935–1936: North Western Reform Synagogue in Golders Green, London
- 1936–1937: Willesden Green Federated Synagogue in Willesden Green, London